# Rue Victor-Hugo (Levallois-Perret)
Pour les articles homonymes, voir Rue Victor-Hugo.
La rue Victor-Hugo est une des voies de Levallois-Perret.

## Situation et accès

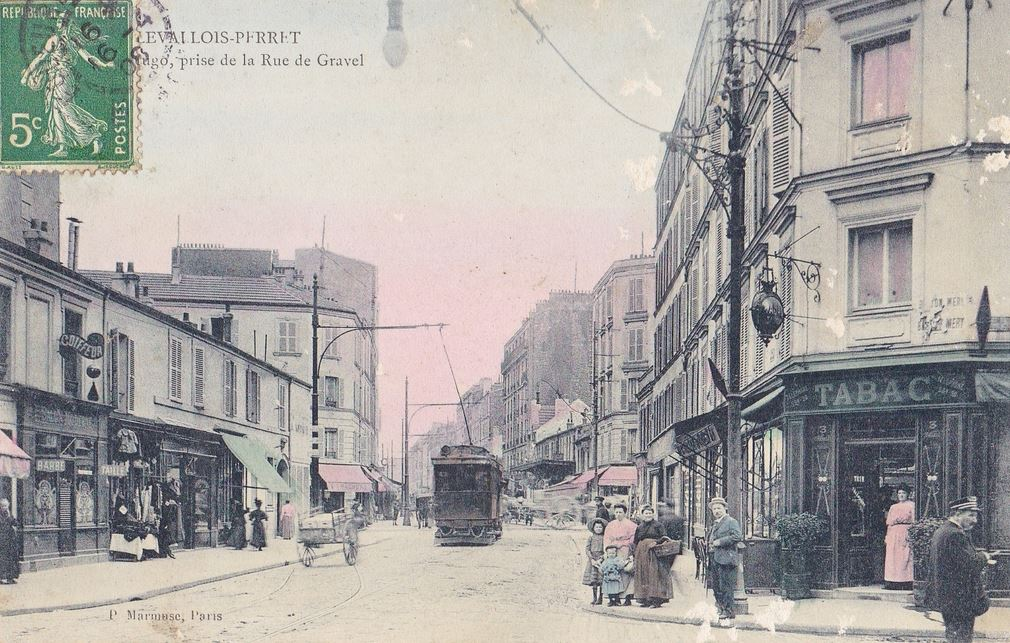
Rue Victor-Hugo de la rue de Gravel

La rue Victor-Hugo suit le tracé de la route départementale 909. Son point de départ se trouve à la limite de Paris. Elle prolonge en effet le boulevard Malesherbes au delà de la Porte d'Asnières, qui forme son extrémité.
Parmi les axes principaux, elle croise la rue Jean-Jaurès, ex-rue du Bois, la rue Aristide-Briand, anciennement rue de Gravel, puis la rue Paul-Vaillant-Couturier, autrefois rue Gide.
Après avoir marqué le début de la rue Baudin, elle passe en biais sous la ligne de Paris-Saint-Lazare à Saint-Germain-en-Laye, mise en service en 1837. Ce pont-biais a été reconstruit en 1852.
Elle rejoint ensuite la route d'Asnières à Clichy, qui franchit la Seine sur le pont d'Asnières.
Cette rue est desservie par la gare de Clichy - Levallois.

## Origine du nom
Cette rue porte le nom du poète, dramaturge, écrivain et homme politique français Victor Hugo (1802-1885).

## Historique

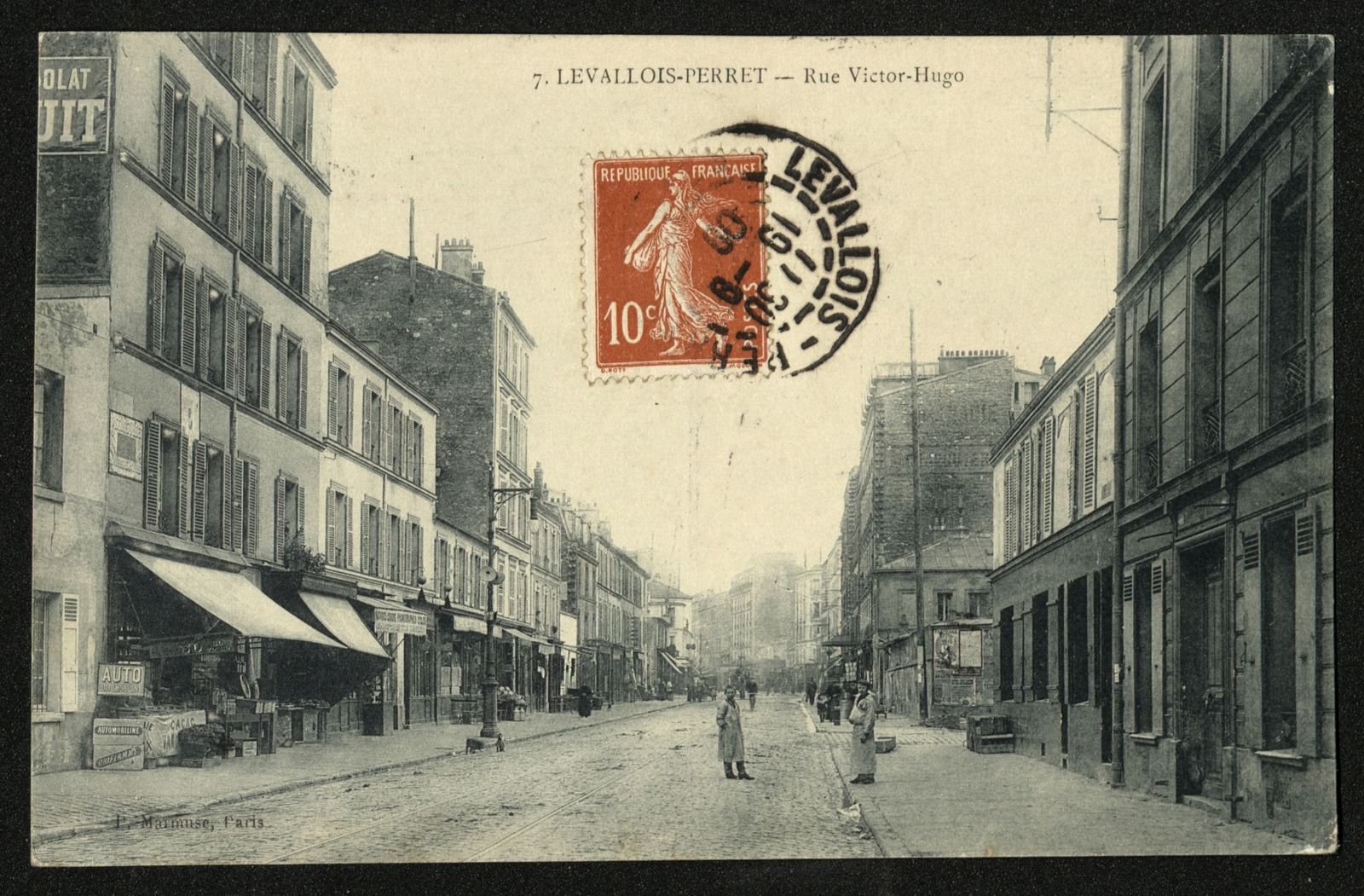
La rue Victor-Hugo, vers 1900

La rue Victor-Hugo fait partie de l'ancien chemin qui menait de Paris à Asnières-sur-Seine, passant notamment par la rue de Tocqueville à Paris. Son tracé historique est prolongé par la rue du Bac d'Asnières à Clichy, qui date d'avant la construction du pont d'Asnières.

## Bâtiments remarquables et lieux de mémoire
- Square Louison-Bobet.

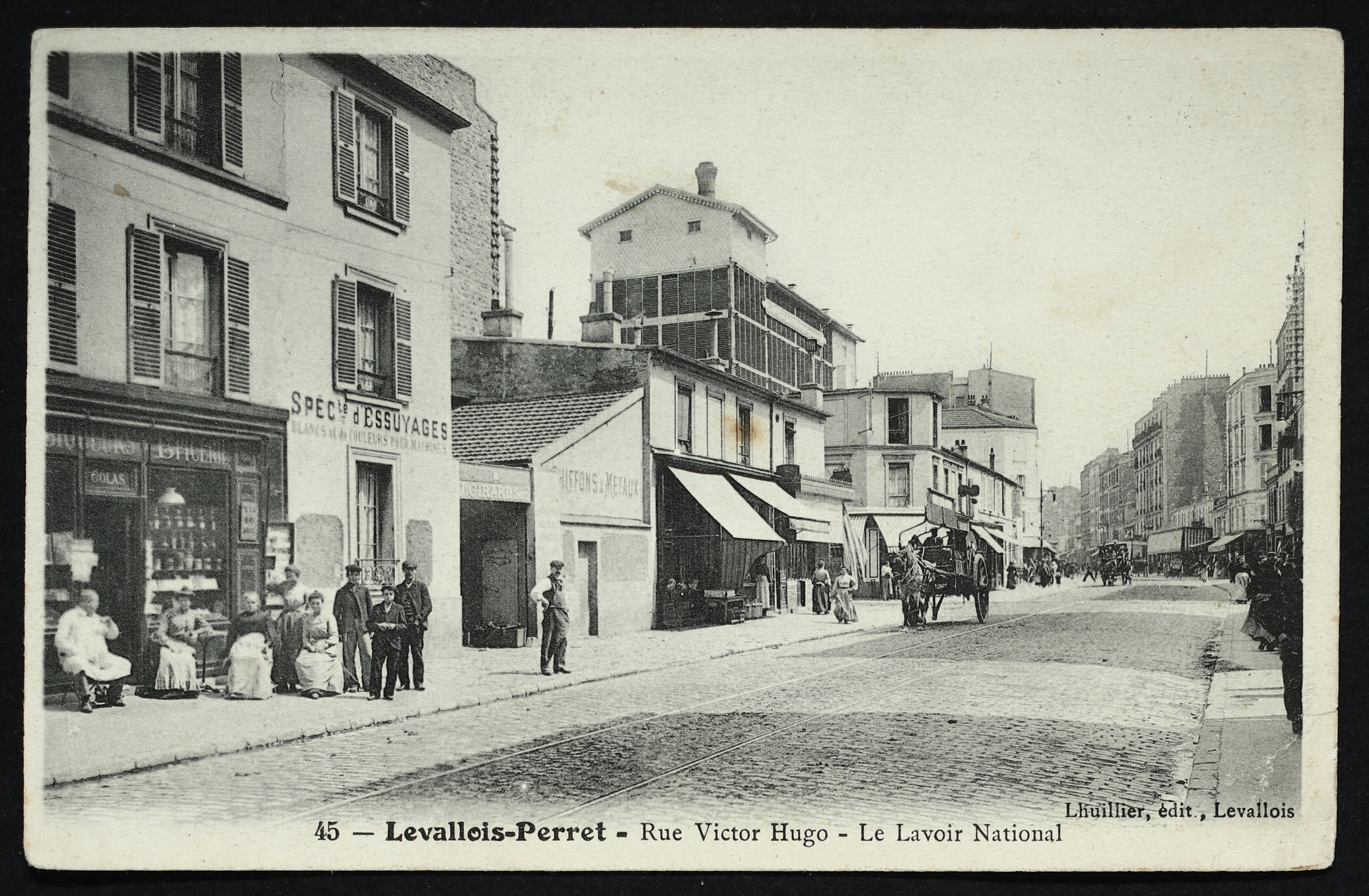
Ancienne carte postale - Rue Victor-Hugo - Le Lavoir National.

- Église Sainte-Reine de Levallois-Perret, à l'angle de la rue Paul-Vaillant-Couturier (ex rue Gide) et de la rue Collange.
- Cimetière de Levallois-Perret.
- No 150 : Siège de Epson France (historiquement entrepôt-vente de Louit Frères et Compagnie).